# گوهرشاد حسنی سیفی
گوهرشاد دختر میرعماد حسنی سیفی قزوینی از خوشنویسان و نستعلیقنویسان پرآوازه سده یازدهم هجری است. او آموختن خط را از نوجوانی آغاز کرد و نستعلیق را نزد پدر آموخت و از زبردست‌ترین زنان خوشنویس شد. او شاعر و اهل طنز نیز بود و پدر او را حرمت بسیار می‌نهاد.
میرزا سنگلاخ نوشته‌است که گوهرشاد همسر یکی از خوشنویسان صاحب‌نام آن زمان، به‌نام میرمحمد علی ملقب به خدیوالخطاطین، شد و فرزندان زیادی آورد که همگی در خوشنویسی از ممتازان زمان خود بودند.
گفته‌اند که گوهرشاد پس از کشته شدن پدرش به فرمان شاه‌عباس سال‌ها سوگوار بود. در سال ۱۰۳۲ ق به زادگاهش قزوین رفت و در کنار برادرش میرابراهیم، که از خراسان بدان جا آمده بود، مجلس تعلیم خط پدر را در زادگاهش احیا کرد؛ و تا هنگام درگذشتش در ۱۰۳۸ ق در همان‌جا ماند. مقبره‌ای از او شناسایی نشده‌است.
از او یک نسخه «گلستان سعدی»، به قلم کتابت خوش، با رقم: «کتبه العبد المذنب گوهرشاد غفر له ۱۰۲۵»؛ یک قطعه به قلم نیم دو دانگ خوش و به آب زر، با رقم: «نمقه گوهرشاد ۱۰۳۰». و چند قطعه دیگر دیده شده‌است.